# マズローの欲求段階説

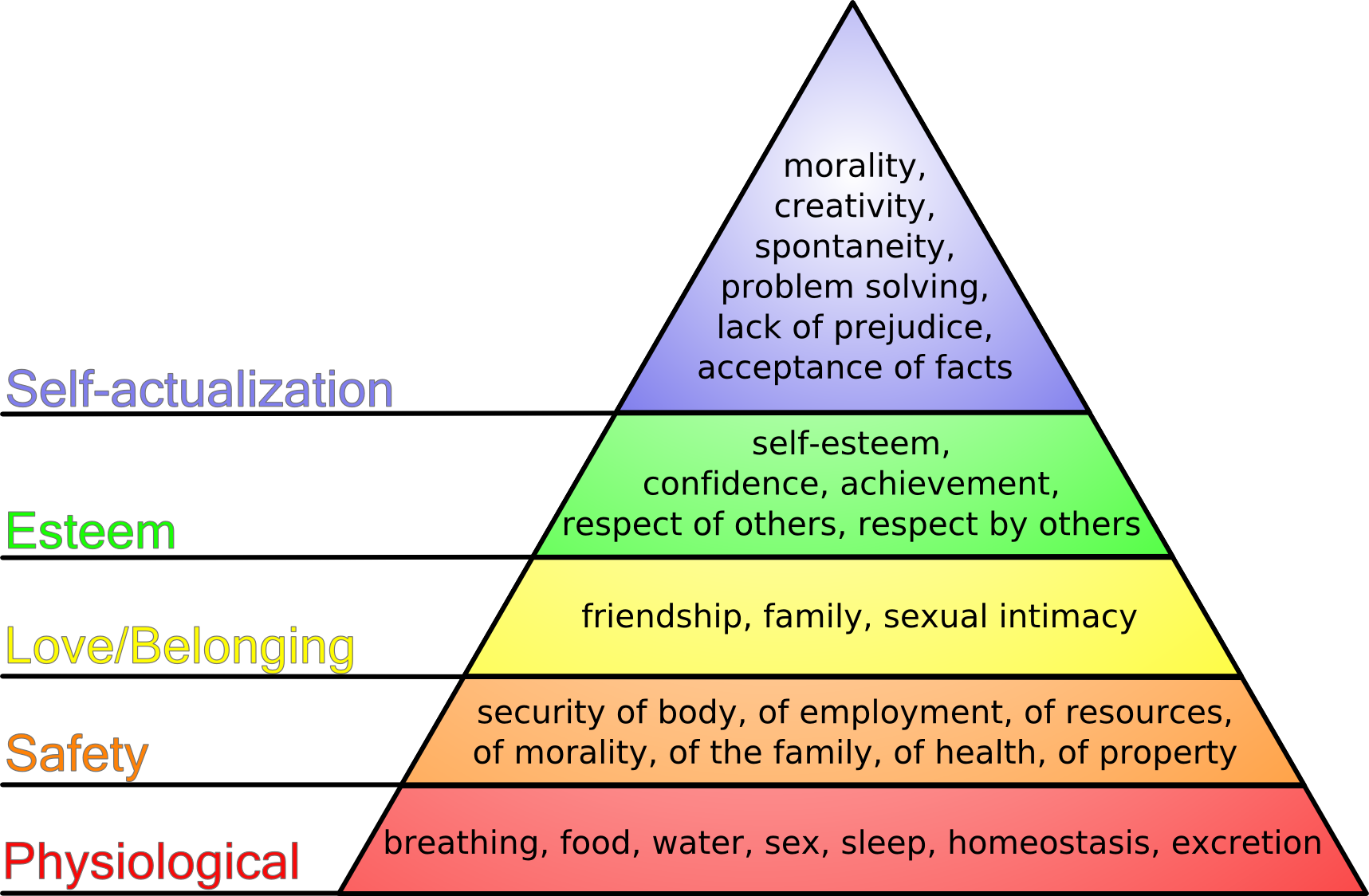
マズローの提唱する、欲求の階層をピラミッドで表現し原始的欲求に近づくほど底辺に書いた図。

マズローの欲求段階説（マズローのよっきゅうだんかいせつ、英: Maslow's hierarchy of needs）とは、アメリカの心理学者アブラハム・マズローが、「人間は自己実現に向かって絶えず成長する」と仮定し、人間の欲求を5段階の階層で理論化したものである。ただし、科学的に実証されたものではない。
自己実現理論、自己実現論、欲求5段階説などとも呼ばれる。
ピラミッド状の階層を成し（なお、マズローの著書にはピラミッド階層についての言及はされていない）、マズローが提唱した人間の基本的欲求を、高次の欲求（上）から並べる。
- 自己実現の欲求 (Self-actualization)
- 承認（尊重）の欲求 (Esteem)
- 社会的欲求 / 所属と愛の欲求 (Social needs / Love and belonging)
- 安全の欲求 (Safety needs)
- 生理的欲求 (Physiological needs)

## 各階層の詳細
生理的欲求 (Physiological needs)
生命を維持するための本能的な欲求で、食事・睡眠・排泄など。極端なまでに生活のあらゆるものを失った人間は、生理的欲求が他のどの欲求よりも最も主要な動機付けとなる。一般的な動物がこのレベルを超えることはほとんどない。しかし、人間にとってこの欲求しか見られないほどの状況は一般的ではないため、通常の健康な人間は即座に次のレベルである安全の欲求が出現する。性的欲求もこの段階に含まれるが、交際相手・配偶者の存在は「社会欲求」・相手から愛されるのは「承認の欲求」に含まれる。女性にとっては高所得・資産家男性と結婚することは、お金の力によって「安全の欲求」が満たされるし、それによる優雅な生活・良い教育（優秀な子供）は「承認の欲求」も満たしてくれる。
安全の欲求 (Safety needs)
安全性、経済的安定性、良い健康状態の維持、良い暮らしの水準、事故の防止、保障の強固さなど、予測可能で秩序だった状態を得ようとする欲求。病気や不慮の事故などに対するセーフティ・ネットなども、これを満たす要因に含まれる。
この欲求が単純な形ではっきり見られるのは、脅威や危険に対する反応をまったく抑制しない幼児である。一般的に健康な大人はこの反応を抑制することを教えられている上に、文化的で幸運な者はこの欲求に関して満足を得ている場合が多いので、真の意味で一般的な大人がこの安全欲求を実際の動機付けとして行動するということはあまりない。
社会的欲求と愛の欲求 (Social needs / Love and belonging)
生理的欲求と安全欲求が十分に満たされると、この欲求が現れる。
自分が社会に必要とされている、果たせる社会的役割があるという感覚。情緒的な人間関係についてや、他者に受け入れられている、どこかに所属しているという感覚。愛を求め、今や孤独・追放・拒否・無縁状態であることの痛恨をひどく感じるようになる。
不適応や重度の病理、孤独感や社会的不安、鬱状態になる原因の最たるものである。
承認（尊重）の欲求 (Esteem)
自分が集団から価値ある存在と認められ、尊重されることを求める欲求。尊重のレベルには二つある。低いレベルの尊重欲求は、他者からの尊敬、地位への渇望、名声、利権、注目などを得ることによって満たすことができる。マズローは、この低い尊重のレベルにとどまり続けることは危険だとしている。高いレベルの尊重欲求は、自己尊重感、技術や能力の習得、自己信頼感、自立性などを得ることで満たされ、他人からの評価よりも、自分自身の評価が重視される。この欲求が妨害されると、劣等感や無力感などの感情が生じる。
自己実現の欲求 (Self-actualization)
以上4つの欲求がすべて満たされたとしても、人は自分に適していることをしていない限り、すぐに新しい不満が生じて落ち着かなくなってくる。自分の持つ能力や可能性を最大限発揮し、具現化して自分がなりえるものにならなければならないという欲求。すべての行動の動機が、この欲求に帰結されるようになる。
これら5つの欲求全てを満たした「自己実現者」には、以下の15の特徴が見られる。
1. 現実をより有効に知覚し、より快適な関係を保つ
2. 自己、他者、自然に対する受容
3. 自発性、素朴さ、自然さ
4. 課題中心的
5. プライバシーの欲求からの超越
6. 文化と環境からの独立、能動的人間、自律性
7. 認識が絶えず新鮮である
8. 至高なものに触れる神秘的体験がある
9. 共同社会感情
10. 対人関係において心が広くて深い
11. 民主主義的な性格構造
12. 手段と目的、善悪の判断の区別
13. 哲学的で悪意のないユーモアセンス
14. 創造性
15. 文化に組み込まれることに対する抵抗、文化の超越

## 欠乏欲求と存在欲求
マズローは、最初の4つの欲求を欠乏欲求 (Deficiency-needs) 、自己実現の欲求を存在欲求 (Being-needs) としてまとめることもある。マズローは、欠乏欲求と存在欲求とを質的に異なるものと考えた。自己実現を果たした人は少なく、さらに自己超越に達する人は極めて少ない。数多くの人が階段を踏み外し、これまでその人にとって当然と思っていた事が当たり前でなくなるような状況に陥ってしまうとも述べている。
また、欠乏欲求を十分に満たした経験のある者は、欠乏欲求に対してある程度耐性を持つようになる。そして、成長欲求実現のため、欠乏欲求が満たされずとも活動できるようになるという（例：一部の宗教者や哲学者、慈善活動家など）。
晩年には、自己実現の欲求のさらに高次に「自己超越の欲求」があるとした。1969年にスタニスラフ・グロフと共にトランスパーソナル学会を設立した。

## 自己超越
マズローは晩年、5段階の欲求階層の上に、さらにもう一つの段階があると発表した。それが、自己超越 (Self-transcendence) の段階である。
自己超越者 (Transcenders) の特徴は
1. 「在ること」 (Being) の世界について、よく知っている
2. 「在ること」 (Being) のレベルにおいて生きている
3. 統合された意識を持つ
4. 落ち着いていて、瞑想的な認知をする
5. 深い洞察を得た経験が、今までにある
6. 他者の不幸に罪悪感を抱く
7. 創造的である
8. 謙虚である
9. 聡明である
10. 多視点的な思考ができる
11. 外見は普通である (Very normal on the outside)

マズローによると、このレベルに達している人は人口の2%ほどであり、子供でこの段階に達することは不可能である。
マズローは、自身が超越者だと考えた12人について調査し、この研究を深めた。

## 理論に対する否定・反論
1960年代から1970年代にかけて、マズローの欲求段階説に対する再現・実証研究が数多く行われたが、ほとんどの研究において、その科学的正当性を証明することはできなかった。「すべての人が」「あらゆる場面において」同一の欲求階層をたどるとは限らない、また性差や人種差を考慮すると異なるパターンが現れる、といった報告が相次ぎ、現在の行動科学では専門家がマズロー説を取り扱うことはほぼ皆無となっている。マズロー説の直感的わかりやすさから、一般社会や組織の管理者の間では未だ人口に膾炙しており、モチベーションの概説には役立つものの、学問的文脈では使用されるべきでないとの見解が大勢を占めている.。現代の行動科学において用いられるモチベーションの枠組みとしては、たとえばエンパワーメントのピラミッドが用いられている。